# HMS Dunedin (D93)
«Данідін» (D93) (англ. HMS Dunedin (D93) — військовий корабель, легкий крейсер типу «Данае» Королівського військово-морського флоту Великої Британії за часів Другої світової війни.
Легкий крейсер «Данідін» був закладений 5 листопада 1917 року на верфі компанії Armstrong Whitworth у Ньюкасл-апон-Тайні. 19 листопада 1918 року корабель був спущений на воду, а 13 вересня 1919 року увійшов до складу Королівських ВМС Великої Британії.
«Данідін» виконував завдання у складі різних формувань британського флоту напередодні Другої світової війни, служив у Вест-Індії, на півдні Атлантики, у Домашньому флоті.
За проявлену мужність та стійкість екіпажа в боях бойовий корабель нагороджений бойовою відзнакою. 24 листопада 1941 року крейсер «Данідін» був потоплений німецьким підводним човном U-124 корветтен-капітана Й. Мора у центральній Атлантиці, північно-східніше Ресіфі.

## Історія
Після вступу до строю призначений флагманським кораблем 1-у ескадри легких крейсерів Атлантичного флоту. Флагманські функції крейсер виконував до початку 1920 року, коли прапор командувача ескадрою був перенесений на крейсер «Делі», який прибув з Балтики.
У жовтні 1920 року разом з іншими трьома британськими кораблями відправили для забезпечення охорони вивантаження боєприпасів, призначених для Польщі, у Данциг.
У 1931 році крейсер надавав допомогу новозеландському містечку Нейпір, після сильного землетрусу в Хокс-Бей, в оперативній групі зі шлюпом «Вероніка» та крейсером «Діомед».
Наприкінці листопада 1939 року корабель безрезультатно шукав німецькі лінійні кораблі «Шарнгорст» та «Гнейзенау» після того, як вони 23 листопада потопили британський допоміжний крейсер «Равалпінді».
На початку 1940 року «Данідін» діяв у Карибському морі, де він перехопив німецьке торговельне судно «Гейдельберг» на захід від Навітряної протоки, але екіпаж «Гейдельберга» встигнув затопити своє судно до того, як британський корабель зміг його захопити. Через кілька днів «Данідін» разом з канадським есмінцем «Ассінібойн» перехопив і захопив поблизу Ямайки німецьке торгове судно «Ганновер». Пізніше, після глибокої модернізації «Ганновер» став першим британським ескортним авіаносцем «Одасіті». У період з липня по листопад «Данідін» разом з крейсером «Тринідад» здійснювали блокаду Мартиніки, блокуючи три французькі військові кораблі, включаючи авіаносець «Беарн».
О 15:26 годині 24 листопада 1941 року під час патрулювання в центральному Атлантичному океані, на схід від групи з крихітних ізольованих вулканічних острівців Сан-Педру-і-Сан-Паулу, на північний схід від Ресіфі, два торпеди з німецького підводного човна U-124 під командуванням корветтен-капітана Й. Мора влучили в британський крейсер. З 486 осіб екіпажу «Данідіна» вижили лише чотири офіцери та 63 моряки.